# Chocianowice
Chocianowice is een dorp in de Poolse woiwodschap Opole. De plaats maakt deel uit van de gemeente Lasowice Wielkie en telt 1170 inwoners.

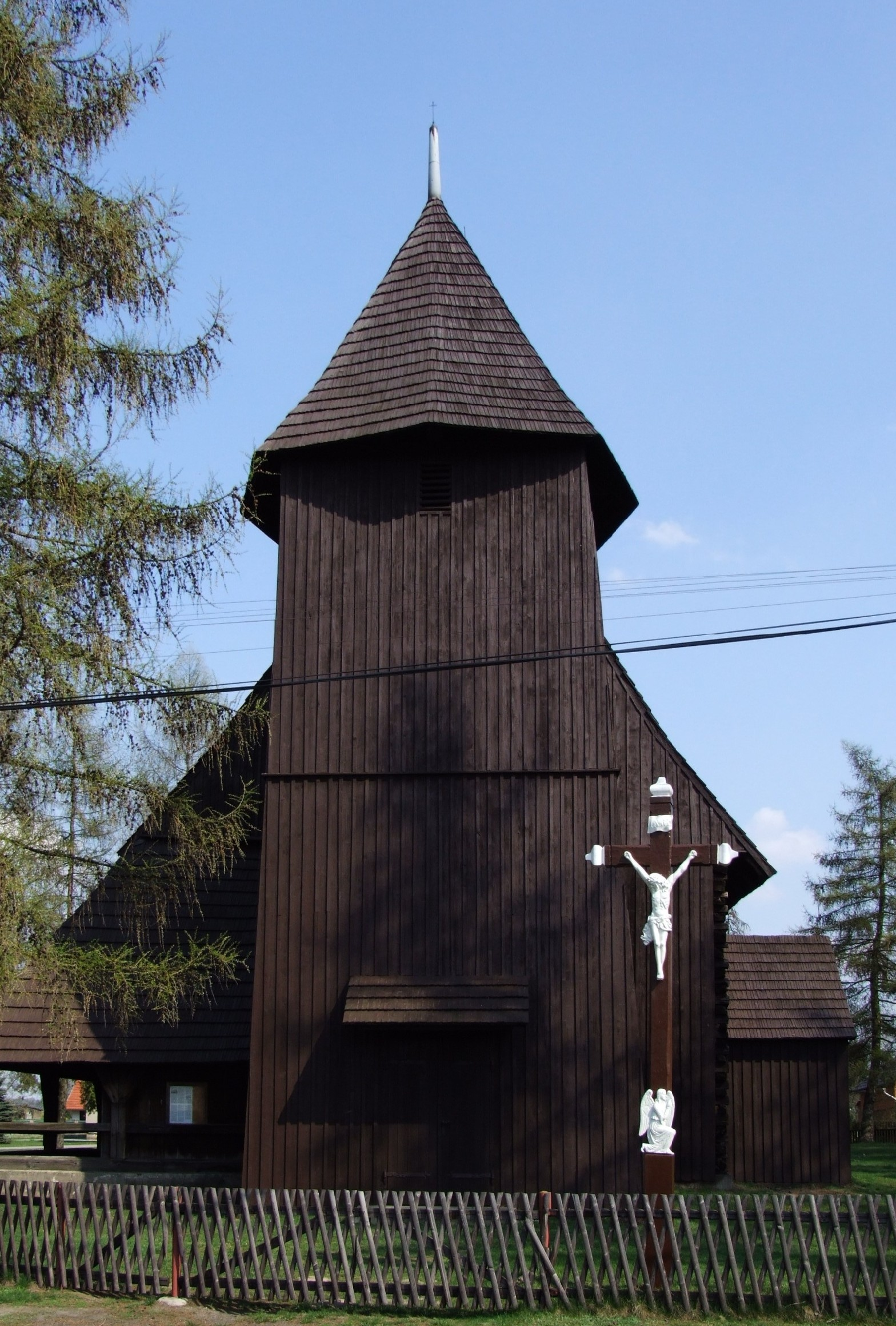
Houten kerk